# Александър Диков (офицер)
Александър Кръстев Диков е български офицер, генерал-майор.

## Биография
Роден е на 12 февруари 1920 г. във врачанското село Ребърково. През 1949 г. преминава едногодишно обучение във Военното химическо училище в Кострома, СССР. В периода 30 октомври 1964 – 16 октомври 1985 г. е началник на Химическите войски на България. От 1974 г. е генерал-майор.